# Chiesa cattolica in Benin
La Chiesa cattolica in Benin è parte della Chiesa cattolica, in comunione con il vescovo di Roma, il papa.

## Storia
La prima presenza cattolica nel Paese è opera dei missionari portoghesi, che nel 1680 costruiscono una cappella a Ouidah. Ma un'opera di evangelizzazione vera e propria ha inizio solo con l'arrivo dei missionari della Società delle Missioni Africane nel 1860 e la fondazione delle missioni di Porto-Novo e Agou. Il 26 giugno 1883 viene eretta la prefettura apostolica del Dahomey. Nel 1928 è ordinato il primo sacerdote indigeno, e nel 1957 Bernardin Gantin diventa il primo vescovo beninese, creato poi cardinale nel 1977. Il 14 settembre 1955 con la bolla Dum tantis papa Pio XII crea la gerarchia cattolica nel Paese. Nel 1982 e nel 1993 la Chiesa cattolica riceve la visita di papa Giovanni Paolo II.

## Organizzazione ecclesiastica
La Chiesa cattolica è presente sul territorio con 2 province ecclesiastiche, che comprendono le seguenti diocesi e arcidiocesi:
- Arcidiocesi di Cotonou
  - Diocesi di Abomey
  - Diocesi di Dassa-Zoumé
  - Diocesi di Lokossa
  - Diocesi di Porto-Novo

- Arcidiocesi di Parakou
  - Diocesi di Djougou
  - Diocesi di Kandi
  - Diocesi di Natitingou
  - Diocesi di N'Dali

## Statistiche
La Chiesa cattolica in Benin al termine dell'anno 2010 su una popolazione di 8.512.834 persone contava 2.898.323 battezzati, corrispondenti al 34% del totale.
| anno | popolazione | popolazione | popolazione | presbiteri | presbiteri | presbiteri | presbiteri                | diaconi | religiosi | religiosi | parrocchie |
| anno | battezzati  | totale      | %           | numero     | secolari   | regolari   | battezzati per presbitero | diaconi | uomini    | donne     | parrocchie |
| ---- | ----------- | ----------- | ----------- | ---------- | ---------- | ---------- | ------------------------- | ------- | --------- | --------- | ---------- |
| 2004 | 1.649.049   | 7.166.812   | 23,0        | 506        | 398        | 108        | 3.259                     |         | 228       | 942       | 215        |
| 2010 | 2.898.323   | 8.512.834   | 34,0        | 778        | 643        | 135        | 3.725                     |         | 327       | 1.183     | 323        |

Vi sono inoltre 778 preti e più di 1.500 uomini e donne appartenenti a ordini religiosi.

## Nunziatura apostolica
La nunziatura apostolica del Dahomey è stata istituita il 29 giugno 1971 con il breve Magnum semper di papa Paolo VI. Inizialmente la sede era nella città di Dakar in Senegal; fu poi trasferita ad Abidjan in forza del breve Quantum prosperitatis del medesimo papa Paolo VI del 1º maggio 1973. Nel 1975 ha assunto il nome di nunziatura del Benin. In seguito, la sede del nunzio è stata trasferita a Cotonou, città più popolosa del Paese.

### Nunzi apostolici
- Giovanni Mariani, arcivescovo titolare di Missua † (29 marzo 1972 - 17 dicembre 1973 nominato pro-nunzio apostolico in Alto Volta e delegato apostolico in Mali e Mauritania)
- Bruno Wüstenberg, arcivescovo titolare di Tiro † (29 dicembre 1973 - 17 gennaio 1979 nominato pro-nunzio apostolico nei Paesi Bassi)
- Giuseppe Ferraioli, arcivescovo titolare di Volturno † (25 agosto 1979 - 21 luglio 1981 nominato pro-nunzio apostolico in Kenya)
- Ivan Dias, arcivescovo titolare di Rusubisir † (8 maggio 1982 - 20 giugno 1987 nominato nunzio apostolico in Corea)
- Giuseppe Bertello, arcivescovo titolare di Urbisaglia (17 ottobre 1987 - 12 gennaio 1991 nominato nunzio apostolico in Ruanda)
- Abraham Kattumana, arcivescovo titolare di Cebarades † (8 maggio 1991 - 16 dicembre 1992 nominato delegato pontificio per la Chiesa cattolica siro-malabarese e presidente del Sinodo della Chiesa siro-malabarese)
- André Pierre Louis Dupuy, arcivescovo titolare di Selsey (6 aprile 1993 - 27 novembre 1999 dimesso)
- Pierre Nguyên Van Tot, arcivescovo titolare di Rusticiana (25 novembre 2002 - 24 agosto 2005 nominato nunzio apostolico in Ciad e Centrafrica)
- Michael August Blume, S.V.D., arcivescovo titolare di Alessano (24 agosto 2005 - 2 febbraio 2013 nominato nunzio apostolico in Uganda)
- Brian Udaigwe, arcivescovo titolare di Suelli (8 aprile 2013 - 13 giugno 2020 nominato nunzio apostolico nello Sri Lanka)
- Mark Gerard Miles, arcivescovo titolare di Città Ducale (5 febbraio 2021 - 9 luglio 2024 nominato nunzio apostolico in Costa Rica)
- Rubén Darío Ruiz Mainardi, arcivescovo titolare di Ursona, dal 28 ottobre 2024

## Conferenza episcopale
L'episcopato locale è riunito nella Conferenza Episcopale del Benin (Conférence Episcopale du Bénin, CEB).
La CEB è membro della Regional Episcopal Conference of West Africa (RECOWA) e del Symposium of Episcopal Conferences of Africa and Madagascar (SECAM).
Elenco dei presidenti:
- Bernardin Gantin, arcivescovo metropolita di Cotonou (1970 - 1971)
- Christophe Adimou, arcivescovo metropolita di Cotonou (1972 - 1991)
- Lucien Monsi-Agboka, vescovo di Abomey (1991 - 1999)
- Nestor Assogba, arcivescovo metropolita di Cotonou (2001 - 2006)
- Antoine Ganyé, vescovo di Dassa-Zoumé e poi arcivescovo di Cotonou (2006 - 26 ottobre 2016)
- Victor Agbanou, vescovo di Lokossa (26 ottobre 2016 - 26 maggio 2023)
- Roger Houngbédji, O.P., arcivescovo metropolita di Cotonou, dal 26 maggio 2023

Elenco dei vicepresidenti:
- Eugène Houndékon, vescovo di Abomey (26 ottobre 2016 - 26 maggio 2023)
- Aristide Gonsallo, vescovo di Porto Novo, dal 26 maggio 2023

Elenco dei segretari generali:
- Paschal Guezodje, arcivescovo di Parakou (26 ottobre 2016 - 26 maggio 2023)
- Bernard de Clairvaux Toha Wontacien, O.S.F.S., vescovo di Djougou, dal 26 maggio 2023